# PTAB-2.5KO
PTAB-2.5KO (ros. ПТАБ-2.5КО) – radziecka bomba przeciwczołgowa małego wagomiaru przenoszona w bombach kasetowych RBK.
PTAB-2.5KO zawiera ładunek kumulacyjny. Korpus bomby ma na zewnętrznej powierzchni nacięcia ułatwiające fragmentację, dzięki czemu poza działaniem przeciwpancernym uzyskano także działanie odłamkowe. Do tylnej części korpusu zamocowane są rozkładane stateczniki.